# 利西奇尼基
48°41′55″N 25°50′54″E / 48.69861°N 25.84833°E
利西奇尼基（烏克蘭語：Лисичники），是烏克蘭的村落，位於該國西部捷爾諾波爾州，由喬爾特基夫區負責管轄，始建於1641年，面積2.51平方公里，2001年人口647，人口密度每平方公里284.1人。